# Полчищки манастир
Вижте пояснителната страница за други значения на Свети Пантелеймон.
Полчищкият манастир „Свети Пантелеймон“ (на македонска литературна норма: Полчишки манастир „Свети Пантелејмон“) е православен манастир в прилепското село Полчище, Северна Македония. Манастирът е част от Преспанско-Пелагонийската епархия на Македонската православна църква – Охридска архиепископия.
Манастирът е разположен на едноименния връх Панделе (Пантеле) в планината Скърка, югозападно над Полчище. До манастира има път. На Панделе има дървен храм още от XIX век. В 30-те години на XX век е изграден нов, по-голям храм, а в 1985 година на мястото на старата дървена църква е изградена нова. И двете манастирски църкви са посветени на Свети Пантелеймон.